# Protokół (film)
Protokół (ang. Protocol) – amerykańska komedia z 1984 roku.

## Główne role
- Goldie Hawn - Sunny Davis
- Chris Sarandon - Michael Ransome
- Richard Romanus - Emir
- Andre Gregory - Nawaf Al Kabeer
- Gail Strickland - Ambasador Marietta St. John
- Cliff De Young - Hilley
- Keith Szarabajka - Crowe
- Ed Begley Jr. - Hassler
- James Staley - Wiceprezydent Merck
- Kenneth Mars - Lou
- Jean Smart - Ella
- Maria O'Brien - Donna
- Joel Brooks - Ben
- Grainger Hines - Jerry
- Kenneth McMillan - Senator Norris

## Fabuła
Sunny jest naiwną kelnerką. Pewnego razu będąc świadkiem zamachu na emira doprowadza do nieudanej próby zamachu. Sunny zostaje postrzelona ratując go. Jak się okazuje emir jest ważnym politykiem. Rząd USA widząc rosnącą sławę i korzyści polityczne z emirem proponuje kelnerce pracę w Waszyngtonie. Zaczyna się jej nowe życie, znacznie trudniejsze od wcześniejszego.